# 高彪 (东汉)
高彪（2世纪—184年），字义方。吴郡无锡县（今江苏省无锡市）人。东汉文学家。

## 生平
高彪家境清寒，高彪为诸生，游学太学。内怀雅才而不善于言辞。曾从马融学习请教经书大义，马融有病，没有见他，高彪写信给马融，说周公旦父文兄武，依然礼遇士人，批评马融因为养病，轻慢士人。马融感到惭愧，向他道歉，请他回来，高彪离去不顾。
后郡举孝廉，试经学得中第一名。担任郎中，在东观校书。多次奏赋、颂、奇文，通过事情讽谏，引起汉灵帝重视。
当时，京兆第五永担任督军御史，朝廷派他督幽州。百官大会，为他饯行长乐观。议郎蔡邕等都赋诗，高彪独作箴，用吕尚、淮阴侯、广野君、周公、石碏的例子劝诫。高彪的文学被蔡邕所重。
后转任外黄令，皇帝命令同僚临送，于上东门践行，在东观画高彪像以劝学者。高彪到官任上，有德政，上书推荐县人申徒蟠等。汉灵帝光和七年（184年），高彪于官任上病卒，卒葬吴郡郭外。高彪文章佚失。汉灵帝中平二年（185年）立外黄令高彪碑，述其先祖功德，记其生平事迹。其子高岱。
高彪哲学上，坚持道家顺应自然的思想，并将社会现实生活与人的自然本性相对立，认为社会现实妨碍自然本性的发展。主张任性逍遥。

## 延伸阅读
[在维基数据编辑]
 《後漢書·卷80下》，出自范晔《後漢書》